# SpaceShipOne
SpaceShipOne je pokusna letjelica na raketni pogon koju se lansira iz zraka.

## Osobine i povijest projekta
Sposobnosti je podorbitalnog leta na brzinama do 900 m/s, rabeći hibridni raketni motor. Dizajn karakterizira jedinstveno "pernato" vraćanje u atmosferu gdje stražnja polovica krila i dvokrilni rep savinjuje se ka gore duž prateži dužinu krila. Ovo povećava aerodinamički otpor dok letjelica ostaje postojana. SpaceShipOne završio je prvi privatni svemirski let s ljudskom posadom u svemir 2004. godine. Iste godine dobio je nagradu Ansari Xod 10 milijuna dolara i odmah je povučen iz aktivne službe. Matični brod nazvan je White Knight. Obje letjelice razvio je Mojave Aerospace Ventures, združeni projekt Paula Allena i zrakoplovne tvrtke Burta Rutana Scaled Compositesa. Allen je financirao s 25 milijuna dolara. Mojave Aerospace Ventures izvela je letove ovih letjelica.
Projekt sljedeće generacije, SpaceShipTwo bazira se na tehnologiji razvijenoj na prvoj generaciji ovih letjelica, SpaceShipOneu, koja je bila dio programa Scaled Composites Tier One kojeg je financirao Paul Allen. Kompanija Spaceship Company licencirala je ovu tehnologiju od Mojave Aerospace Ventures, združenog projekta Paula Allena i Burta Rutana, projektanta tehnološkog prethodnika.
Kolovoza 2005. Virgin Galactic izjavio je ako let SpaceShipTwo bude uspješan, uslijedit će nova letjelica imena SpaceShipThree.
Dokumentarni film o letu SpaceShipOnea nosi naslov Black Sky: The Race For Space.

## Vanjske poveznice
- Footage of SpaceShipOne landing and press conference with pilot Mike Melvill (eng.)